# La figlia del mendicante
La figlia del mendicante è un film del 1950, diretto da Carlo Campogalliani, tratto dall'omonimo romanzo di Carolina Invernizio.

## Trama
1860. In una villa, a Napoli, è stata uccisa una signora straniera: del delitto viene accusato un povero mendicante, privo d'un braccio, Paolo, che benché innocente, viene condannato a venti anni. La figlia del poveretto, Anna, s'è adoperata inutilmente a favore del padre: ha ottenuto soltanto l'appoggio morale di Franco, figlio del giudice che ha condannato Paolo. Franco ch'è il capo d'un gruppo di patrioti, partigiani di Garibaldi, fa indagini per conto suo sull'assassinio ed è indotto a sospettare di suo cognato Giorgio, capo della polizia e dell'ex cameriera dell'uccisa, che ora è al servizio di Giorgio. Intanto Anna, insidiata dalla propria matrigna, che tenta di far mercato della fanciulla, si salva con l'aiuto d'un altro patriota. Franco affida ad Anna la gestione d'un negozio di fiori, che serve di convegno ai suoi amici. Alla vigilia dell'ingresso in Napoli dei garibaldini, Giorgio fa arrestare Franco, che viene poi liberato dai patrioti. Scoppiata l'insurrezione, s'aprono le porte delle prigioni. Giorgio viene ucciso dalla cameriera, unica testimone del suo delitto, ch'egli aveva fatto arrestare. Anna e Franco, felici, vanno a liberare Paolo.

## Produzione
La pellicola è ascrivibile al filone melodrammatico-sentimentale comunemente detto strappalacrime, molto in voga in quegli anni tra il pubblico italiano, poi ribattezzato dalla critica con il termine neorealismo d'appendice.

## Distribuzione
La pellicola fu distribuita nel circuito cinematografico italiano il 2 settembre del 1950.
Venne in seguito distribuita anche in Francia, con il titolo La fille du mendiant, a partire dal 9 febbraio del 1955.